# Frans Theelen
François (Frans) Jean Hubert Marie Theelen, né le 24 juin 1885 à Tongres et décédé le 15 février 1971  à Hasselt est homme politique belge flamand, membre du parti catholique.

## Biographie
Theelen fut comme son père, imprimeur-éditeur. Pendant la Première Guerre mondiale, il fut lieutenant.
Il fut élu député de l'arrondissement Tongres-Maaseik (1919-1932). Dès 1925, il fut éditeur du Gazet van Genk et Gazet van Hasselt. Il fonda l'imprimerie Concentra à Hasselt et en 1927 Limburg sport, en 1929 Onze kempen et De gazet van Sint-Truiden. En 1933, il fusionne tous ses périodiques en un seul journal Het Belang van Limburg, dont il devient directeur-éditeur. Il quitta la politique pour se consacrer à son journal.

## Généalogie
- Il est le fils de Niklaas Theelen, éditeur (1848-1918).

## Sources
- Bio sur ODIS